# Kostel svatého Jiljí (Železnice)
Kostel svatého Jiljí je stavba v jižní části města Železnice. Římskokatolický barokní farní kostel je zasvěcen svatému Jiljí, náležející římskokatolické farnosti Železnice a je chráněnou kulturní památkou ČR.

## Architektura
Kostel má křížový půdorys s presbytářem, sakristiemi po stranách a v patře s oratoří.
Loď je zakončena věží, která byla v roce 1852 zvýšena o jedno patro. Kostel má také nově opravené varhany od Josefa Kobrleho z roku 1897. Na kupoli si lze všimnout obrazů sv. Václava, sv. Víta, sv. Vojtěcha, sv. Prokopa a uprostřed Beránek Boží. Boční oltáře jsou zasvěceny sv. Anně a sv. Jana Nepomuckému. V kostele je umístěno 8 vitráží a to sv. Františka, sv. Jana Nepomuckého, sv. Edith Steinové, sv. Anežky a sv. Maxmiliána Maria Kolbe.

## Historie
Okolo roku 1200 byl na místě kostela sv. Jiljí postaven románský jednolodní kostel svatého Jana Křtitele. Kostel byl v letech 1727-1731 přestavěn v barokním slohu, vysvěcen byl 3. září 1731 jako kostel filiální a od roku 1751 je kostelem farním. V roce 1803 se naklonil sanktusník, který se měl zbourat, ale byl nahrazen novou věžičkou. V roce 1837 byla díky P. Antonínu Müllerovi instalovaná křížová cesta. V roce 1874 byly opraveny, presbytář a oratoř a pozlacena kazatelna, o rok později byl opraven oltář sv. Anny. V roce 1884 byla zakoupena lampa pro věčné světlo. V roce 1888 byl pořízen nový oltář Sedmibolestné rodičky Boží od Josefa Pátého z Pecky a zakoupena socha svaté Anny. V roce 1893 byly zakoupeny vyřezávané jesličky. V roce 1897 byl zbořen dřevěný kůr a postaven nový kůr zděný. V roce 1897 byl celý kostel vymalován, na kopuli vymalovány obrazy sv. Václava, sv. Víta, sv. Vojtěcha, sv. Prokopa a uprostřed Beránek Boží. V roce 1927 byl pozlacen celý hlavní oltář a proběhla oprava andělů. V roce 1969 byla pořízena nová zpovědnice. V roce 1980 byla nově pokrytá střecha Alukritem. V roce 2005 byla zadní část kostela opravena pro pořádání výstav obrazů a fotografií. V roce 2013 byla opravena severní oratoř. V letech 2017-2019 proběhla oprava stropu kostela v důsledku narušení základů suchem.

### Přehled kněží a časové období strávené v Železnici
- Josef Smetana (1764-1788)
- Tadeáš Želiška (1799-1815)
- Antonín Müller (1821-1871)
- Vincenc Mlejnek (1873-1880)
- Josef Brož (1880-1907)
- František Donát (1908 - 1940)
- Jan Novák (1943-1956)
- František Polreich (1956-1958)
- Josef Uhlíř (1963-1983)
- Josef David (1983-1989)
- Mgr. Josef Kordík (1989 – doposud)